# 死と変容
『死と変容』（しとへんよう、ドイツ語: Tod und Verklärung）作品24は、リヒャルト・シュトラウスが作曲した3作目の交響詩。『死と浄化』とも訳される。

## 概要

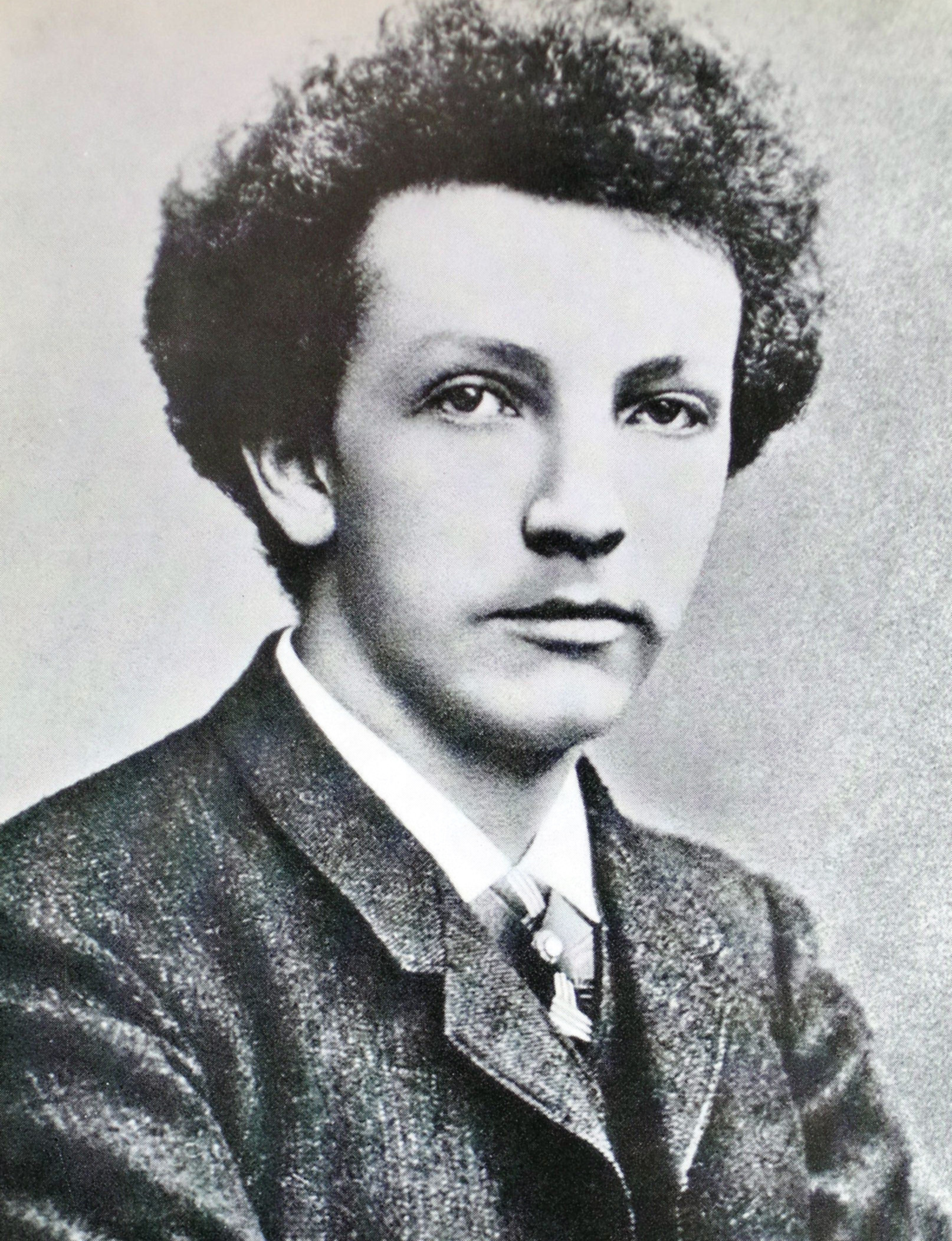
リヒャルト・シュトラウス（1888年撮影）

作曲家、指揮者として注目され始めていた頃の1888年にミュンヘンで作曲を開始し、1889年11月18日にヴァイマルで完成した。初演は翌年の1890年6月21日にアイゼナハ音楽祭に於いて、シュトラウス自身の指揮により行われた。
シュトラウスは生来病身で、20歳を過ぎた頃には重病を患い、たびたび死の危機に直面したこともあった。この交響詩はシュトラウス当時の心境を音化したものであるといわれており、交響詩が作曲された時点では標題は持っていなかったが、完成後にこの交響詩に感激した旧知のアレクサンダー・リッターに作品の内容を伝えてそれを詩にすることを依頼した。完成された詩は、改稿・拡大されたうえで詩人の名を伏せて総譜の冒頭に掲げられることとなった。
詩の大要は以下の通り。
1949年9月8日、シュトラウスは満85歳で世を去った。妻子によれば、この48時間前にシュトラウスはいったん昏睡状態から意識を回復し、こう語ったという。
| 「 | 私が『死と変容』のなかで作曲したことは全て正確だったと、今こそ言うことができる。私は今しがたそれを文字通り体験してきたのだよ。 | 」 |

死の前年の1948年に完成し、死後の1950年に初演された『4つの最後の歌』の第4曲「夕映えの中で」の終盤では、「これがもしかして死なのか？」という歌詞に合わせて本曲の一節が引用されている（譜例）。

## 初演
1890年6月21日、アイゼナハの市立劇場で作曲者自身の指揮によって初演された。日本初演は1929年12月22日、日本青年館にて山本直忠指揮、新交響楽団による。

## 編成
フルート3、オーボエ2、コーラングレ、クラリネット2、バスクラリネット、ファゴット2、コントラファゴット、ホルン4、トランペット3、トロンボーン3、チューバ、ティンパニ、タムタム、ハープ2、弦五部

## 曲の構成
ハ短調→ハ長調、序奏と終結部をともなうソナタ形式を基本として作曲されている。演奏時間は約24分。
ゆるやかな葬送行進曲風のラルゴで開始される。弱音器をつけた弦による序奏が暗い病室に横たわる瀕死の病人を描き出す（譜例）。ティンパニの弱奏が病人の心臓の鼓動を表す。続いて木管の明るいメロディーが現れ、独奏ヴァイオリンも加わって病人の幸せだった日々が回想される。
突如、ティンパニの一撃でテンポがアレグロ・モルト・エ・アジタートに変わり、生と死の壮絶な戦いが始まる。襲い来る死の恐怖が低弦で、病人の生きようとする強い意志が総奏の激しいメロディー（譜例）で表現される。
生と死の戦いが最高潮に達したところで、いったんテンポが緩やかになる。序奏部でも現れた回想のテーマで、再び病人の幼少の日々、青春の日々が回想される。その折にも死のテーマが回帰し、生と死の戦いが続く。その最中に突如として新しいテーマが金管の強奏で現れるが、これが変容（浄化）のテーマで、死による変容が暗示される（譜例）。
やがてテンポが緩やかになり、序奏のテーマが戻ってくる。そして生と死の最後の戦いが始まるが、タムタムの弱音で病人が命を終えたことが表される。変容のテーマが静かに現れて次第に音量を増し、病人が死後に変容を遂げたことが表され、曲が終わる。